# Peribea (doncella)
Peribea, en la mitología griega, Peribea era una doncella locria. Apolodoro narra una leyenda según la cual, al acabarse la guerra de Troya, Lócrida Opuntia fue arrasada por una plaga que ocasionó un gran número de muertes. Un oráculo predijo que, si los locrios querían librarse de ella, habrían de aplacar la ira de Atenea, que no había perdonado el pésimo comportamiento de Áyax Oileo, el Pequeño, que había destrozado su imagen de la diosa en Troya. Para lograrlo, debían de enviar a la ciudad vencida a dos doncellas suplicantes, e ir sustituyéndolas durante mil años. Las dos primeras fueron designadas por sorteo: se llamaban Peribea y Cleopatra. Vivieron en el templo, vestidas con una túnica de mala calidad y descalzas, hasta el fin de sus vidas, dedicándose sólo a la limpieza del templo.